# Nationale rouw in België
Nationale rouw is een protocollaire handeling omtrent een ernstige gebeurtenis, zoals een ongeval of een overlijden, die op het hele land van weerslag is. Er bestaan weinig neergeschreven gebruiken rond een nationale rouwdag en deze worden bij elke situatie apart bepaald. Wel is het zo dat steeds de vlaggen aan Belgische officiële gebouwen halfstok worden gehangen. Daarnaast kan men ook besluiten tot andere acties zoals één of drie minuten stilte, een openingsspeech van het halfrond, een nagedachtenisviering, een wake, een staatsbegrafenis, het openen van een rouwregister, enzovoort.
Het onderstaande overzicht van dagen van nationale rouw bevat de dagen die door de Belgische federale regering als nationale rouwdag werden beschouwd.
|   | Datum                       | Protocollaire handeling(en)                                                                                    | Reden                                 | Datum gebeurtenis | Beschrijving gebeurtenis                                                          | Doden / gewonden            |
| - | --------------------------- | --- | ------------------------------------- | ----------------- | --------------------------------------------------------------------------------- | --------------------------- |
| 1 | 13 augustus 1956            | | Mijnramp van Marcinelle               | 8 augustus 1956   | Brand door slechte infrastructuur                                                 | 262 / onbekend              |
| 2 | 22 mei 1967                 | | Brand in de Innovation                | 22 mei 1967       | Brand in warenhuis Innovation, te Brussel                                         | 251 / 62                    |
| 3 | 31 juli tot 9 augustus 1993 | 9 dagen van nationale rouw, staatsbegrafenis, rouwregisters                                                    | Dood van koning Boudewijn             | 31 juli 1993      | Overlijden van koning Boudewijn te Motril                                         | 1 / 0                       |
| 4 | 14 april 1994               | | Moord op 10 Belgische Blauwhelmen     | 7 april 1994      | Tien vermoorde Belgische blauwhelmen tijdens de Rwandese Genocide                 | 10 / 0                      |
| 5 | 4 augustus 2004             | 1 minuut stilte (11u)                                                                                          | Gasexplosie Gellingen                 | 30 juli 2004      | Explosie op werf van Fluxysleiding                                                | 24 / 132                    |
| 6 | 16 maart 2012               | 1 minuut stilte (11u), rouwklokken                                                                             | Busongeval in Sierre                  | 13 maart 2012     | Belgisch busongeval op de A9 in Zwitserland                                       | 28 / 24                     |
| 7 | 6 tot 12 december 2014      | 7 dagen van nationale rouw, staatsbegrafenis, rouwregisters                                                    | Dood van koningin Fabiola             | 5 december 2014   | Overlijden van koningin Fabiola te Brussel                                        | 1 / 0                       |
| 8 | 22 tot 24 maart 2016        | 3 dagen van nationale rouw, 1 minuut stilte (12u), rouwklokken                                                 | Aanslagen in Brussel op 22 maart 2016 | 22 maart 2016     | Terroristische aanslagen in Brussels Airport te Zaventem en metrostation Maalbeek | 35 / ± 340                  |
| 9 | 20 juli 2021                | 1 dag van nationale rouw, ook de feestelijkheden n.a.v. de nationale feestdag op 21 juli zullen worden beperkt | Overstromingen in Europa in juli 2021 | juli 2021         | Overstromingen in Europa in juli 2021                                             | 32 (Belgen) / 198+ (totaal) |

## In Europees verband
- 14 september 2001 – In de hele Europese Unie werd op de vrijdag na aanslagen in de Verenigde Staten na afkondiging door de EU-ministers van Buitenlandse Zaken een dag van rouw ingesteld voor de slachtoffers. Alle Europeanen werd gevraagd om om twaalf uur drie minuten stilte in acht te nemen.[15]